# TKt48
TKt48 – seria parowozów tendrzaków produkowanych w latach 1950–1957 w zakładach HCP (94 sztuki) i Fablok (105 sztuk). Przeznaczone były do ruchu podmiejskiego i pociągów towarowych. Były ostatnią serią parowozów wyprodukowanych przez Fablok dla PKP.

## Konstrukcja
Kocioł spawany, rury cyrkulacyjne w skrzyni paleniskowej i ruchomy ruszt. Z przodu i z tyłu wózki Kraussa-Helmholtza. Hamulce powietrzne systemu Westinghouse’a lub Knorra.

## Cechy trakcyjne
Masa napędna „tekatki” była nieduża, co w połączeniu z czterema parami kół napędowych dawało doskonałe przyspieszenie rozruchu. Cecha ta sprawiała, iż zdecydowana część tendrzaków prowadziła składy osobowe, szczególnie z dużą liczbą przystanków. Niewielka średnica kół napędowych ograniczała prędkość maksymalną, jednakże była ona wystarczająca dla większości zastosowań „tekatki”. Często prowadziły składy w terenach podgórskich z uwagi na dobre wpisywanie się w łuki i tę samą prędkość konstrukcyjną w obie strony (przy częstych zmianach kierunku jazdy). Zastąpiły wysłużone OKl27. Bieg ich był dość spokojny, na dobrym torze do prędkości maksymalnej 80 km/h. Do zalet konstrukcji zaliczyć można dobrą wydajność kotła i dużą powierzchnię przegrzewacza pary. Moc była wystarczająca do przyjętych zastosowań. Popularne „tekatki” były (za swe cechy trakcyjne) ogólnie lubiane przez załogi.
W przypadku parowozów normalnotorowych maksymalna siła pociągowa maszyny jest ograniczona jej przyczepnością. Wartość siły pociągowej przy rozruchu TKt48 ogranicza więc przyczepność i wynosi 15 800 kG. Przy opalaniu lepszym gatunkiem węgla parowóz ten mógł ciągnąć po torze poziomym składy osobowe (złożone z wagonów 4-osiowych) o masie 515 t z prędkością 80 km/h. Mógł też ciągnąć składy towarowe o masie 1050 t z prędkością 60 km/h. W terenach górskich TKt48 mógł na wzniesieniu 20‰ ciągnąć składy osobowe (4-osiowe) o masie 155 t z szybkością 50 km/h.

## Lista parowozów serii TKt48 zachowanych w Polsce
| Pojazd    | Rok produkcji | Producent | Miejscowość      | Stan            |
| --------- | ------------- | --------- | ---------------- | --------------- |
| TKt48-6   | 1950          | HCP       | Czerwieńsk       | pomnik          |
| TKt48-18  | 1951          | HCP       | Jaworzyna Śląska | nieczynna       |
| TKt48-23  | 1951          | HCP       | Pyskowice        | eksponat        |
| TKt48-27  | 1951          | HCP       | Rzeszów          | pomnik          |
| TKt48-29  | 1951          | HCP       | Szczecin         | pomnik          |
| TKt48-36  | 1951          | HCP       | Warszawa         | eksponat        |
| TKt48-39  | 1951          | HCP       | Skierniewice     | eksponat        |
| TKt48-53  | 1951          | Fablok    | Iława            | pomnik          |
| TKt48-58  | 1951          | HCP       | Legnica          | pomnik          |
| TKt48-67  | 1951          | Fablok    | Jaworzyna Śląska | eksponat        |
| TKt48-72  | 1951          | HCP       | Dzierżoniów      | eksponat        |
| TKt48-77  | 1952          | HCP       | Jarocin          | eksponat        |
| TKt48-99  | 1955          | Fablok    | Kościerzyna      | eksponat        |
| TKt48-100 | 1955          | Fablok    | Jaworzyna Śląska | wrak            |
| TKt48-102 | 1955          | Fablok    | Jasło            | pomnik          |
| TKt48-116 | 1955          | Fablok    | Łazieniec        | pomnik          |
| TKt48-119 | 1955          | Fablok    | Wałbrzych        | pomnik          |
| TKt48-124 | 1955          | Fablok    | Zagórz           | pomnik          |
| TKt48-127 | 1956          | Fablok    | Opole            | pomnik          |
| TKt48-130 | 1956          | Fablok    | Poznań           | pomnik          |
| TKt48-138 | 1956          | Fablok    | Białowieża       | eksponat        |
| TKt48-143 | 1956          | Fablok    | Wolsztyn         | eksponat        |
| TKt48-146 | 1956          | Fablok    | Wrocław          | podczas naprawy |
| TKt48-147 | 1956          | Fablok    | Stefanowo        | eksponat        |
| TKt48-151 | 1956          | Fablok    | Częstochowa      | pomnik          |
| TKt48-163 | 1956          | Fablok    | Osielsko         | eksponat        |
| TKt48-167 | 1956          | Fablok    | Kraków           | pomnik          |
| TKt48-170 | 1956          | Fablok    | Tczew            | pomnik          |
| TKt48-173 | 1956          | Fablok    | Jaworzyna Śląska | eksponat        |
| TKt48-177 | 1956          | Fablok    | Nowy Sącz        | pomnik          |
| TKt48-179 | 1956          | Fablok    | Kościerzyna      | eksponat        |
| TKt48-185 | 1957          | Fablok    | Jarocin          | wrak            |
| TKt48-186 | 1957          | Fablok    | Jaworzyna Śląska | eksponat        |
| TKt48-191 | 1957          | Fablok    | Chabówka         | sprawna         |